# Codex biblicus legionensis

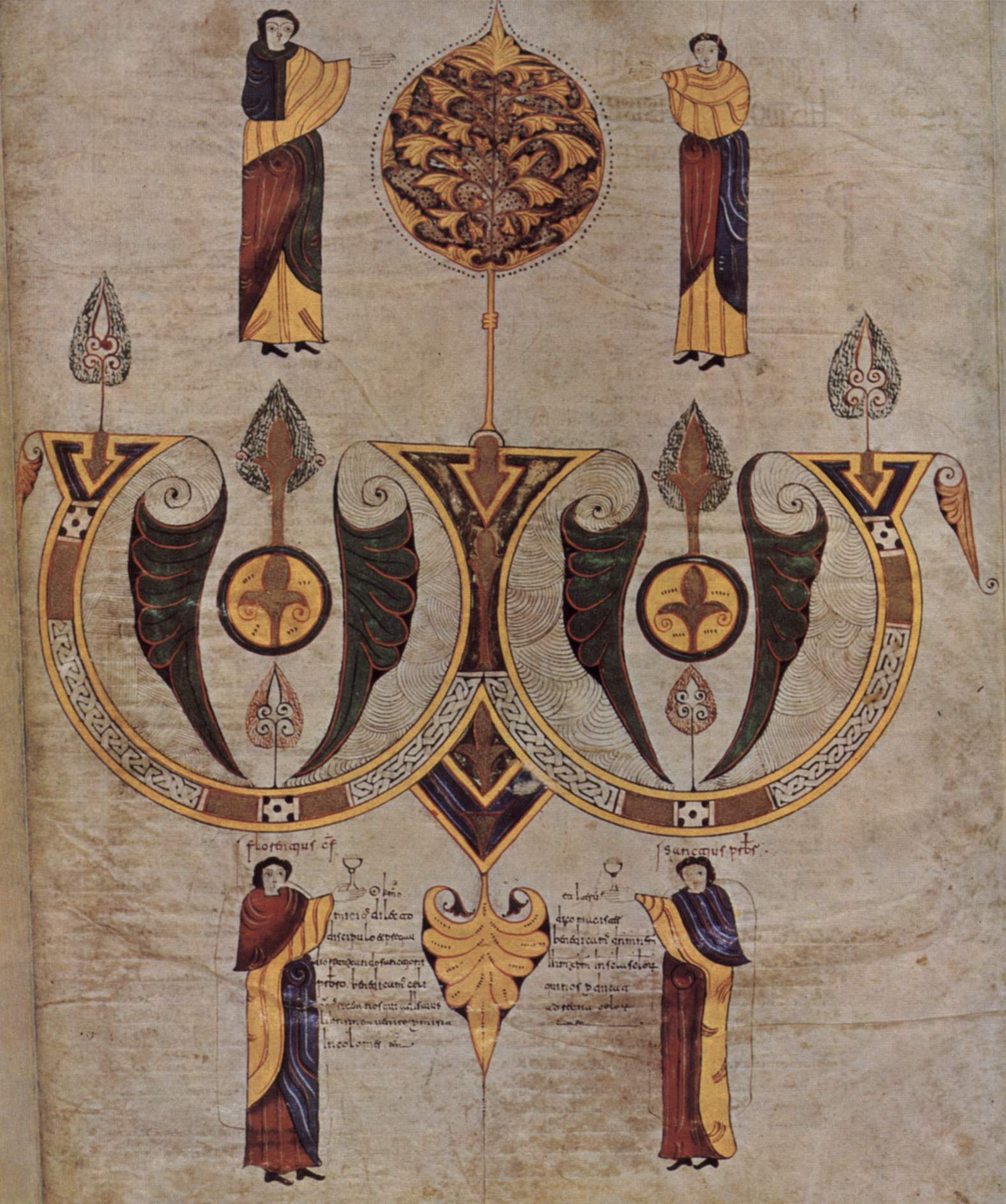
Oméga, f.514

El Codex Biblicus Legionensis o Biblia mozárabe de León es una Biblia visigótica mozárabe que fue copiada e iluminada en 960 en el monasterio de Valeránica de Tordómar. Este manuscrito se conserva en el Archivo del Museo de la Basílica de San Isidoro de León. Una reproducción completa en facsímil del Ms. n.º 2 se expone en el Archivo Capitular de la Real Colegiata de San Isidoro de León, ubicado en el Museo de la Real Colegiata de San Isidoro.

## Historia
El códice manuscrito de esta Biblia fue copiado e iluminado en el monasterio de Valeránica situado en la localidad burgalesa de Tordómar. Posteriormente paso a la Basílica de San Isidoro de León. Se desconoce el motivo por el que se trasladó allí, aunque el monasterio en el que se elaboró desapareció a finales del siglo X, por lo que podría haber sido donado a esta basílica durante el siglo XI por Fernando I de León y su esposa Sancha, principales mecenas de la misma.
Su colofón indica que fue terminado en el monasterio de Valeránica el 19 de junio de 960, copiado e iluminado por un copista llamado Sanctus y su maestro Florentinus, aunque es difícil distinguir el trabajo de ambos. Se les muestra juntos brindando por su finalización bajo una gran omega (f.514r), que puede estar influenciada por las escenas del banquete celestial del arte islámico.

## Descripción
Este documento es considerado no sólo uno de los manuscritos medievales más raros y más valiosos, sino que también es la Biblia mozárabe mejor documentada existente. Fechada con gran precisión, fue completada el 19 de junio de 960, en el monasterio de Valeránica, y exactamente grabada con los nombres y retratos de sus copistas, el miniaturista Florencio y el calígrafo Sancho, esta Biblia contiene todos los libros del Antiguo y Nuevo Testamentos, así como prólogos, comentarios de la Biblia y otros textos.
Su texto está redactado en dos columnas de letra minúscula visigótica-mozárabe con letras iniciales mayúsculas en el estilo entrelazado sajón y decorada con escenas bíblicas. Este tipo de caligrafía era utilizada habitualmente en los manuscritos españoles entre los siglos VIII y XII. Contiene un elevado número de glosas en latín y árabe. El frontispicio de este documento contiene con una gran imagen a toda página que muestra a Cristo y los cuatro símbolos de los evangelistas en medallones. Le siguen diez páginas de tablas que muestran la descendencia de Cristo a partir de Adán y Eva. El Antiguo Testamento está decorado con 80 imágenes dentro de las columnas, que ilustran los pasajes inmediatamente superiores. El Nuevo Testamento está menos decorado, con diez páginas de tablas canónicas y pequeñas miniaturas de San Pablo al comienzo de las epístolas. El estilo de las iluminaciones se aproxima al de los manuscritos beatos de la misma época y al de los manuscritos iluminados altomedievales españoles.
La belleza de su caligrafía, las abundantes anotaciones en los márgenes en latín y árabe; y la ejecución extraordinaria de sus miniaturas ha hecho de ella un tesoro y que sea frecuentemente reclamada para exhibiciones internacionales. Todos los aspectos son destacables, ya sea desde el punto de vista de la paleografía, historia, textos bíblicos o arte. El genio creativo de Florencio ofreció nuevas salidas en arte pictórico, combinando elementos procedentes del arte sajón, visigótico e islámico con nuevos rasgos de las fuentes carolingias. En definitiva, el arte mozárabe da un nuevo giro en los capítulos de este códice.

## Influencia posterior
Los estudiosos del mundo del arte han notado el extraordinario parecido entre las figuras que aparecen en el Guernica del artista Pablo Picasso y algunas de las imágenes de las iluminaciones de la Biblia mozárabe de León del siglo X. Por esta razón descartan la posibilidad de que esta circunstancia sea fruto de la casualidad. De hecho esta Biblia fue expuesta en 1929 en Barcelona y en 1937 en París. Por aquel entonces Picasso tuvo la oportunidad de contemplar los dibujos gestuales y expresionistas que contiene este manuscrito medieval.

## Galería de imágenes

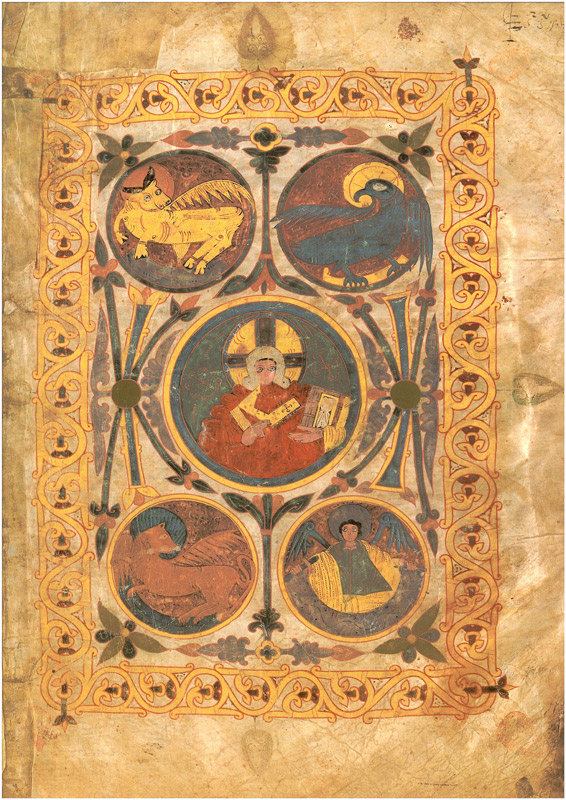
Frontispicio con Cristo y los evangelistas.
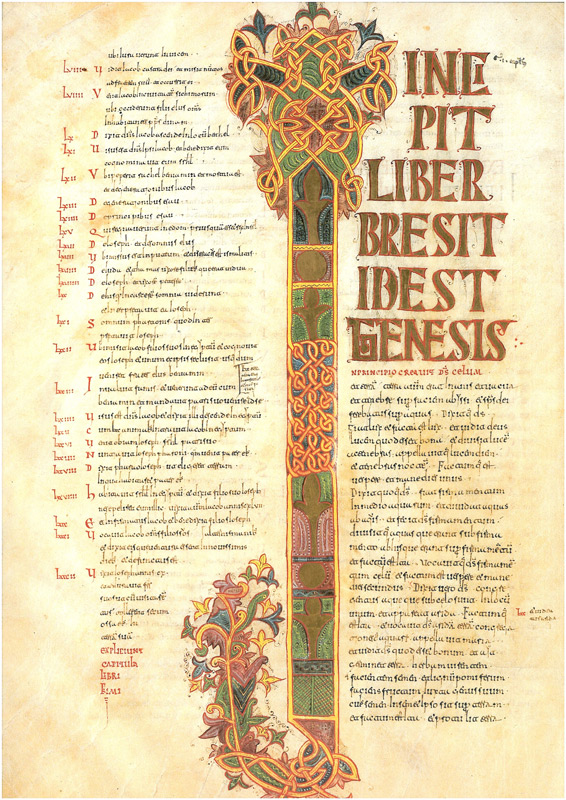
Incipit del Libro del Genesis
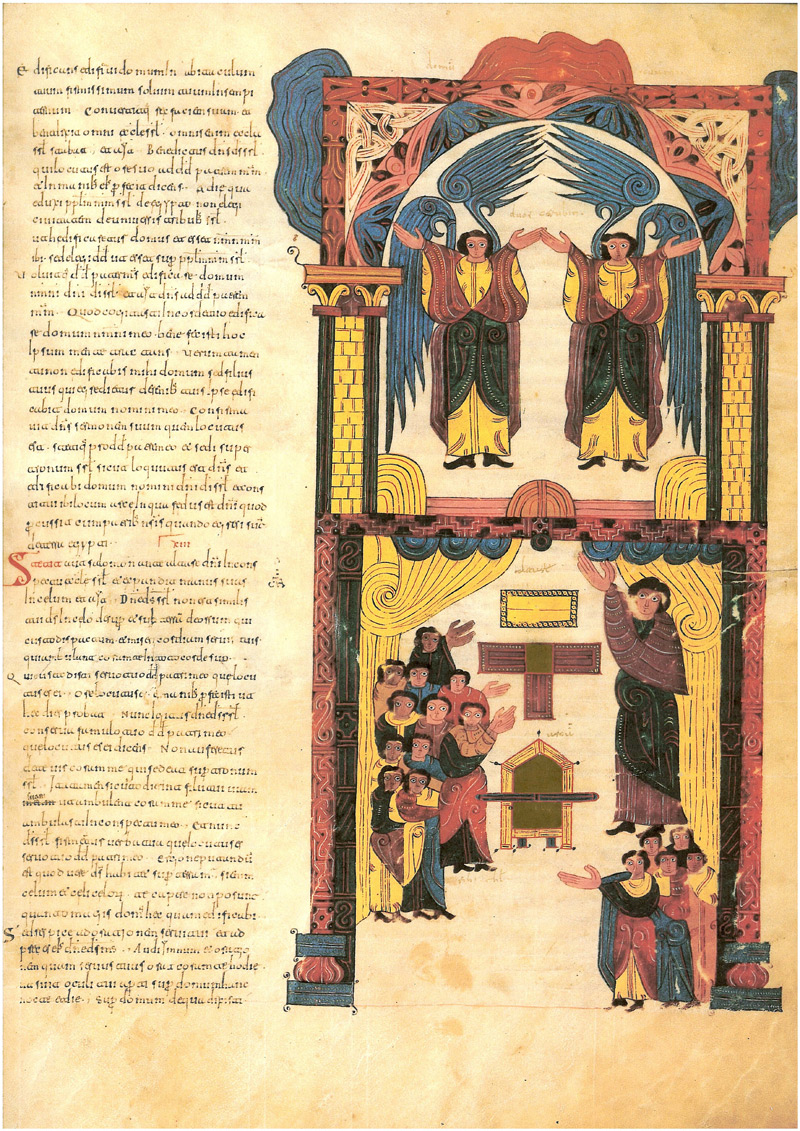
David ante el Arca de la Alianza.